# Montcresson
Montcresson és un municipi francès situat al departament del Loiret i a la regió de Centre - Vall del Loira. El 2019 tenia 1.269 habitants.